# Kalle Dalin
Kalle Dalin (* 8. März 1975) ist ein ehemaliger schwedischer Orientierungsläufer. 2004 gewann er die Europameisterschaft auf der Langdistanz.
Dalin startete für Leksands OK. 2004 schaffte er den Sprung in den schwedischen Nationalkader und nahm bei den Europa- und Weltmeisterschaften in Roskilde bzw. Västerås teil. Bei den Europameisterschaften gewann er das Langdistanzrennen vor Mats Haldin aus Finland und Emil Wingstedt aus Schweden. In der Staffel mit Johan Modig und Wingstedt gewannen die Schweden Bronze hinter Finnland und Dänemark. 2005 nahm er noch an der Weltmeisterschaft in Japan teil, nahm aber nicht an einem Finallauf teil. Bei den Europameisterschaften in Estland 2006 wurde er 13. auf der Langdistanz.

## Platzierungen
| Weltmeisterschaften | Sprint | Mittel | Lang | Staffel |
| ------------------- | ------ | ------ | ---- | ------- |
| 2004 Västerås       |        |        | 28.  |         |

| Europameisterschaften | Sprint | Mittel | Lang | Staffel |
| --------------------- | ------ | ------ | ---- | ------- |
| 2004 Roskilde         |        | 18.    | 1.   | 3.      |
| 2006 Otepää           |        |        | 13.  |         |

| Junioren-WM  | Sprint | Mittel | Lang | Staffel |
| ------------ | ------ | ------ | ---- | ------- |
| 1994 Gdynia  |        | 12.    |      | 6.      |
| 1995 Horsens |        | 18.    | 7.   | 6.      |

| Gesamt-Weltcup | Gesamt-Weltcup |
| -------------- | -------------- |
| 2004           | 13.            |
| 2005           | 77.            |
| 2006           | 72.            |